# Championnats du monde de cyclo-cross 2006
Navigation
Édition précédente Édition suivante
Les championnats du monde de cyclo-cross 2006 ont lieu les 28 et 29 janvier 2006 à Zeddam, aux Pays-Bas.

## Podiums

### Hommes
| Épreuves        | Or              | Argent         | Bronze         |
| --------------- | --------------- | -------------- | -------------- |
| Élites          | Erwin Vervecken | Bart Wellens   | Francis Mourey |
| Moins de 23 ans | Zdeněk Štybar   | Lars Boom      | Niels Albert   |
| Juniors         | Boy van Poppel  | Róbert Gavenda | Tom Meeusen    |

### Femmes
| Épreuves | Or           | Argent            | Bronze               |
| -------- | ------------ | ----------------- | -------------------- |
| Élites   | Marianne Vos | Hanka Kupfernagel | Daphny van den Brand |

## Classement des élites

### Hommes
| Pos.                               | Cycliste         | Pays       | Temps           |
| ---------------------------------- | ---------------- | ---------- | --------------- |
| Médaille d'or, Coupe du Monde      | Erwin Vervecken  | Belgique   | 1 h 05 min 40 s |
| Médaille d'argent, Coupe du Monde  | Bart Wellens     | Belgique   | +2 s            |
| Médaille de bronze, Coupe du Monde | Francis Mourey   | France     | —               |
| 4.                                 | Steve Chainel    | France     | +12 s           |
| 5.                                 | Tom Vannoppen    | Belgique   | +15 s           |
| 6.                                 | Kamil Ausbuher   | Tchéquie   | +19 s           |
| 7.                                 | Enrico Franzoi   | Italie     | +32 s           |
| 8.                                 | Gerben de Knegt  | Pays-Bas   | +46 s           |
| 9.                                 | Vladimír Kyzivát | Tchéquie   | +49 s           |
| 10.                                | Jonathan Page    | États-Unis | +50 s           |

### Femmes
| Pos.                               | Cycliste             | Pays        | Temps        |
| ---------------------------------- | -------------------- | ----------- | ------------ |
| Médaille d'or, Coupe du Monde      | Marianne Vos         | Pays-Bas    | 39 min 14 s  |
| Médaille d'argent, Coupe du Monde  | Hanka Kupfernagel    | Allemagne   | —            |
| Médaille de bronze, Coupe du Monde | Daphny van den Brand | Pays-Bas    | +52 s        |
| 4.                                 | Mirjam Melchers      | Pays-Bas    | + 1 min 16 s |
| 5.                                 | Helen Wyman          | Royaume-Uni | + 2 min 22 s |
| 6.                                 | Maryline Salvetat    | France      | + 2 min 26 s |
| 7.                                 | Nadia Triquet-Claude | France      | + 2 min 29 s |
| 8.                                 | Birgit Hollmann      | Allemagne   | + 2 min 30 s |
| 9.                                 | Ann Knapp            | États-Unis  | + 2 min 31 s |
| 10.                                | Lyne Bessette        | Canada      | + 2 min 40 s |

## Classement moins de 23 ans
| Pos.                               | Cycliste              | Pays       | Temps        |
| ---------------------------------- | --------------------- | ---------- | ------------ |
| Médaille d'or, Coupe du Monde      | Zdeněk Štybar         | Tchéquie   | 51 min 01 s  |
| Médaille d'argent, Coupe du Monde  | Lars Boom             | Pays-Bas   | —            |
| Médaille de bronze, Coupe du Monde | Niels Albert          | Belgique   | +2 s         |
| 4.                                 | Marco Aurelio Fontana | Italie     | + 1 min 03 s |
| 5.                                 | Lukas Flückiger       | Suisse     | + 1 min 08 s |
| 6.                                 | Sebastian Langeveld   | Pays-Bas   | + 1 min 25 s |
| 7.                                 | Romain Villa          | France     | + 1 min 31 s |
| 8.                                 | Jempy Drucker         | Luxembourg | + 1 min 32 s |
| 9.                                 | Dieter Vanthourenhout | Belgique   | + 1 min 37 s |
| 10.                                | Paul Voss             | Allemagne  | + 1 min 38 s |

## Classement juniors
| Pos.                               | Cycliste              | Pays       | Temps       |
| ---------------------------------- | --------------------- | ---------- | ----------- |
| Médaille d'or, Coupe du Monde      | Boy van Poppel        | Pays-Bas   | 38 min 03 s |
| Médaille d'argent, Coupe du Monde  | Róbert Gavenda        | Slovaquie  | +3 s        |
| Médaille de bronze, Coupe du Monde | Tom Meeusen           | Belgique   | +9 s        |
| 4.                                 | Yannick Martinez      | France     | +14 s       |
| 5.                                 | Sascha Weber          | Allemagne  | +20 s       |
| 6.                                 | David Menger          | Tchéquie   | —           |
| 7.                                 | Bjorn Selander        | États-Unis | —           |
| 8.                                 | Mathias Flückiger     | Suisse     | +37 s       |
| 9.                                 | Johim Ariesen         | Pays-Bas   | +38 s       |
| 10.                                | Sylwester Janiszewski | Pologne    | —           |

## Tableau des médailles
| Rang | Nation    | Or | Argent | Bronze | Total |
| ---- | --------- | -- | ------ | ------ | ----- |
| 1    | Pays-Bas  | 2  | 1      | 1      | 4     |
| 2    | Belgique  | 1  | 1      | 2      | 4     |
| 3    | Tchéquie  | 1  | 0      | 0      | 1     |
| 4    | Slovaquie | 0  | 1      | 0      | 1     |
| 4    | Allemagne | 0  | 1      | 0      | 1     |
| 6    | France    | 0  | 0      | 1      | 1     |